# 翠岗镇
翠岗镇，是中华人民共和国黑龙江省大兴安岭地区新林区下辖的一个乡镇级行政单位。

## 行政区划
翠岗镇下辖以下地区：
翠岗社区。